# Descartes (Indre-et-Loire)
Pour les articles homonymes, voir Descartes (homonymie).
Descartes est une commune française du département d'Indre-et-Loire, en région Centre-Val de Loire.
Anciennement connue sous le nom de La Haye-en-Touraine, puis de La Haye-Descartes depuis la Révolution, elle prend son nom actuel en 1967 afin de rendre hommage au grand philosophe et scientifique René Descartes (1596-1650), natif de la commune.
Cette petite cité du Sud de la Touraine s’inscrit dans la vallée de la Creuse, qui marque la frontière avec le département de la Vienne et la région Nouvelle-Aquitaine. Longtemps célèbre cité papetière, elle forme désormais un pôle économique concentrant activités commerciales et artisanales et est au centre d’une unité urbaine formée avec la commune voisine de Buxeuil.

## Géographie

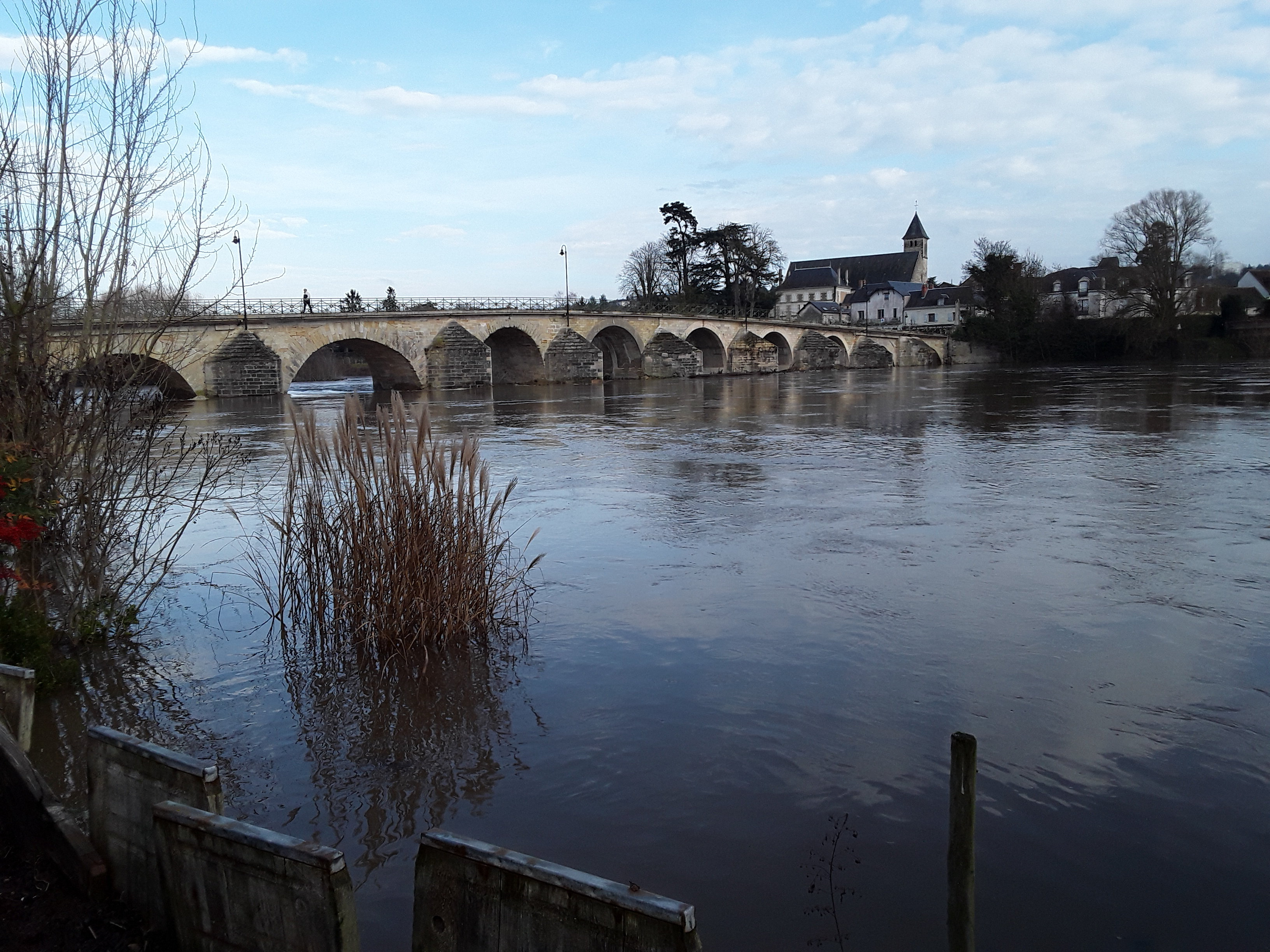
Le pont sur la Creuse.

La ville est située à 300 km de Paris, et à une cinquantaine de kilomètres de Tours. Elle appartient au département d'Indre-et-Loire et à la région Centre-Val de Loire.
| La Celle-Saint-Avant                  | Marcé-sur-Esves | Civray-sur-Esves   |
| Port-de-Piles Vienne Les Ormes Vienne | Descartes       | Cussay             |
| Buxeuil Vienne                        | Abilly          | Neuilly-le-Brignon |

### Hydrographie

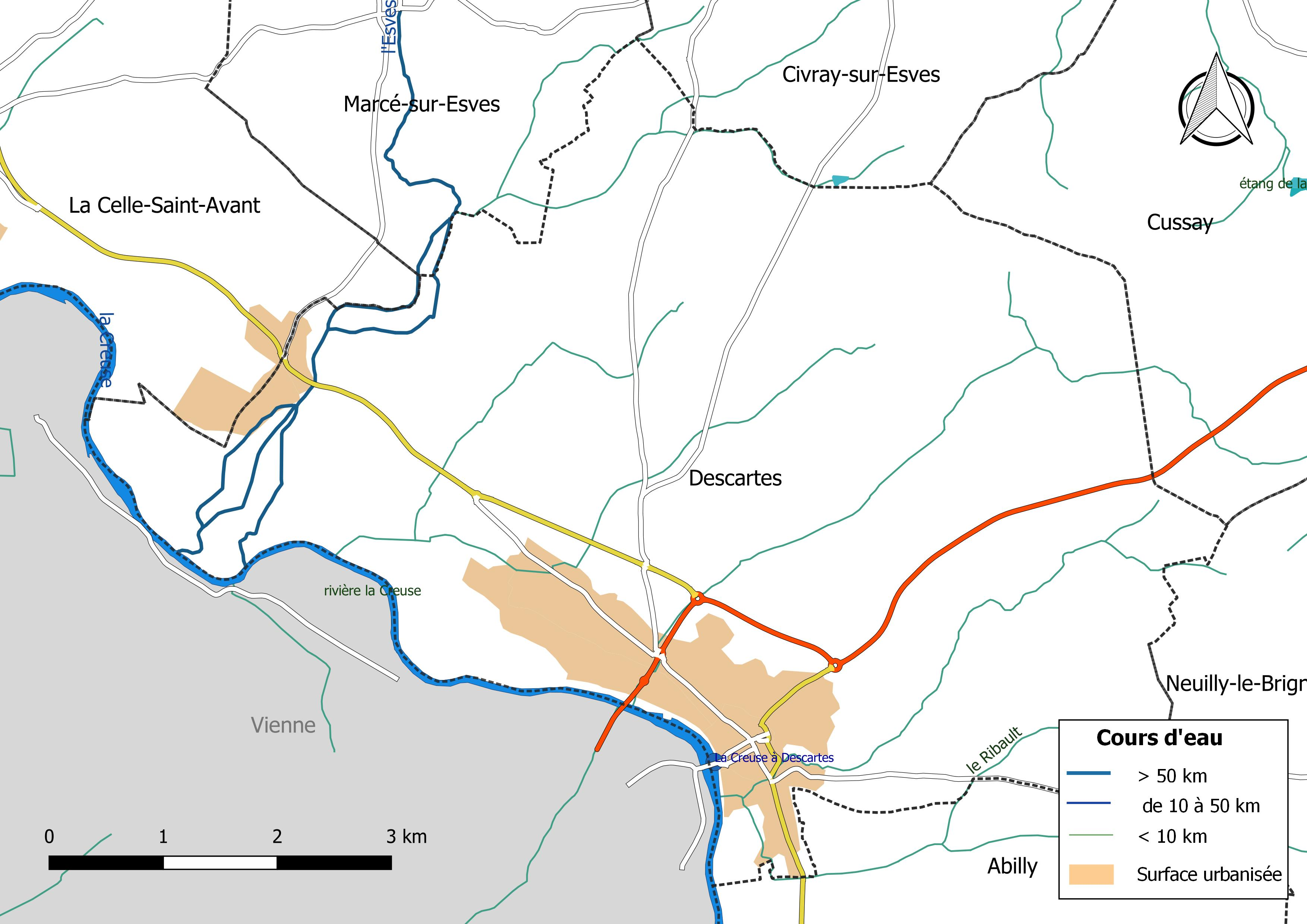
Réseau hydrographique de Descartes.

Le réseau hydrographique communal, d'une longueur totale de 23,33 km, comprend un cours d'eau notable, l'Esves (1,889 km), et divers petits cours d'eau dont le Ravin (6,542 km),.
L'Esves, d'une longueur totale de 39,3 km, prend sa source à 135 m d'altitude à Betz-le-Château. et se jette dans la Creuse à Descartes, à gauche de la commune au droit du hameau du Moulin Poujard, à 44 mètres d'altitude, après avoir traversé 12 communes.
Sur le plan piscicole, l'Esves est classée en deuxième catégorie piscicole. Le groupe biologique dominant est constitué essentiellement de poissons blancs (cyprinidés) et de carnassiers (brochet, sandre et perche).
Deux zones humides ont été répertoriées sur la commune par la direction départementale des territoires (DDT) et le Conseil départemental d'Indre-et-Loire : « Source du Bonnet Rouge » et « Les Réaux »,.

### Climat
Pour des articles plus généraux, voir Climat du Centre-Val de Loire et Climat d'Indre-et-Loire.
En 2010, le climat de la commune est de type climat océanique dégradé des plaines du Centre et du Nord, selon une étude du CNRS s'appuyant sur une série de données couvrant la période 1971-2000. En 2020, Météo-France publie une typologie des climats de la France métropolitaine dans laquelle la commune est exposée à un climat océanique altéré et est dans une zone de transition entre les régions climatiques « Moyenne vallée de la Loire » et « Poitou-Charentes ».
Pour la période 1971-2000, la température annuelle moyenne est de 11,9 °C, avec une amplitude thermique annuelle de 14,5 °C. Le cumul annuel moyen de précipitations est de 695 mm, avec 10,5 jours de précipitations en janvier et 6,4 jours en juillet. Pour la période 1991-2020, la température moyenne annuelle observée sur la station météorologique de Météo-France la plus proche, sur la commune de Ferrière-Larçon à 14 km à vol d'oiseau, est de 12,2 °C et le cumul annuel moyen de précipitations est de 709,6 mm,. Pour l'avenir, les paramètres climatiques de la commune estimés pour 2050 selon différents scénarios d'émission de gaz à effet de serre sont consultables sur un site dédié publié par Météo-France en novembre 2022.

## Urbanisme

### Typologie
Au 1er janvier 2024, Descartes est catégorisée bourg rural, selon la nouvelle grille communale de densité à sept niveaux définie par l'Insee en 2022.
Elle appartient à l'unité urbaine de Descartes, une agglomération inter-régionale regroupant trois  communes, dont elle est ville-centre,,. La commune est en outre hors attraction des villes,.

### Occupation des sols
L'occupation des sols de la commune, telle qu'elle ressort de la base de données européenne d’occupation biophysique des sols Corine Land Cover (CLC), est marquée par l'importance des territoires agricoles (80,1 % en 2018), une proportion sensiblement équivalente à celle de 1990 (80,2 %). La répartition détaillée en 2018 est la suivante : terres arables (63,3 %), prairies (9,8 %), forêts (9,8 %), zones agricoles hétérogènes (7 %), zones urbanisées (6,4 %), zones industrielles ou commerciales et réseaux de communication (2,1 %), eaux continentales (1,7 %). L'évolution de l’occupation des sols de la commune et de ses infrastructures peut être observée sur les différentes représentations cartographiques du territoire : la carte de Cassini (XVIIIe siècle), la carte d'état-major (1820-1866) et les cartes ou photos aériennes de l'IGN pour la période actuelle (1950 à aujourd'hui).

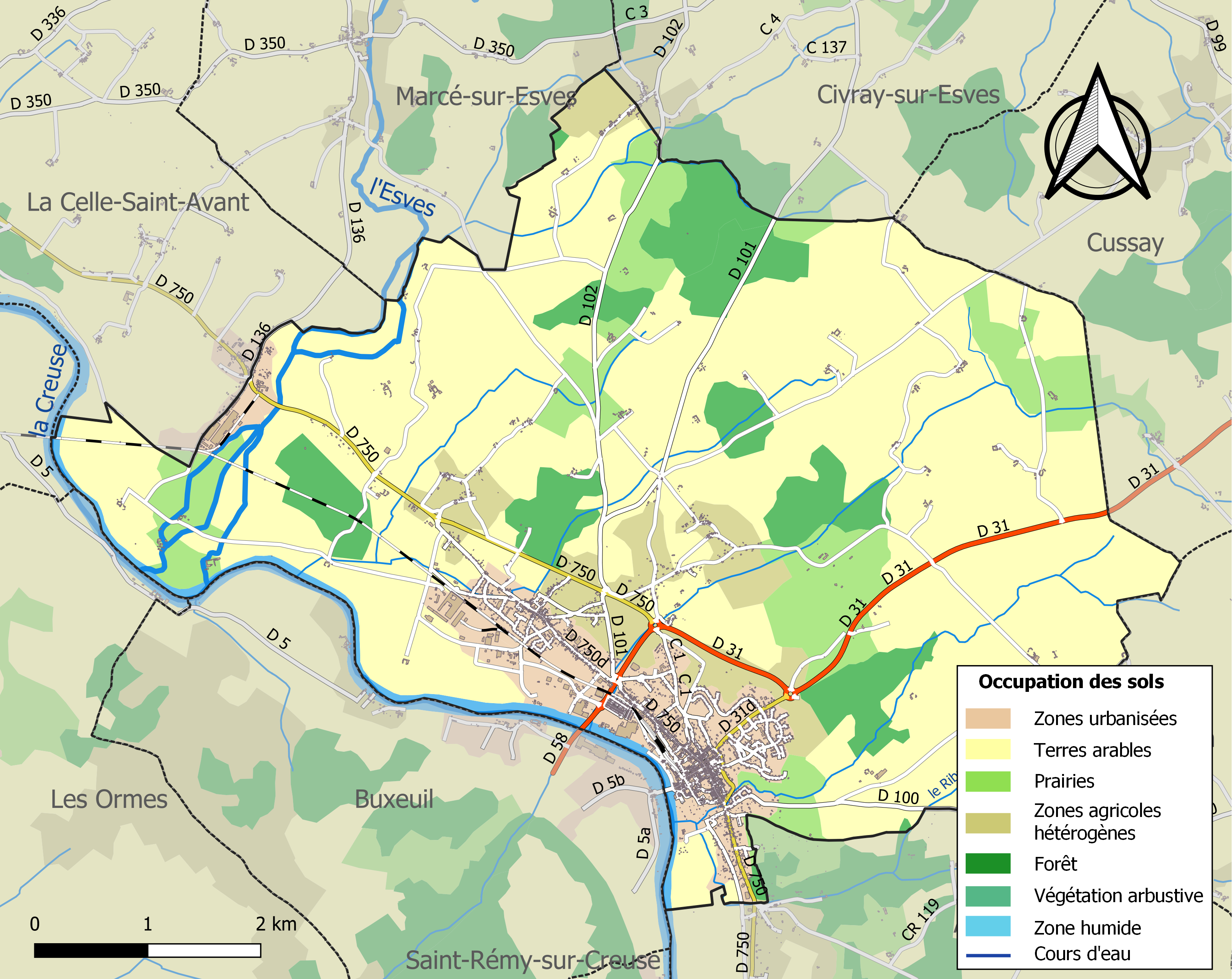
Carte des infrastructures et de l'occupation des sols de la commune en 2018 (CLC).

### Risques majeurs
Le territoire de la commune de Descartes est vulnérable à différents aléas naturels : météorologiques (tempête, orage, neige, grand froid, canicule ou sécheresse), inondations et séisme (sismicité faible). Il est également exposé à un risque technologique, la rupture d'un barrage. Un site publié par le BRGM permet d'évaluer simplement et rapidement les risques d'un bien localisé soit par son adresse soit par le numéro de sa parcelle.

#### Risques naturels
Certaines parties du territoire communal sont susceptibles d’être affectées par le risque d’inondation par débordement de cours d'eau, notamment l'Esves et la Creuse. La commune a été reconnue en état de catastrophe naturelle au titre des dommages causés par les inondations et coulées de boue survenues en 1982, 1983, 1991 et 1999,.

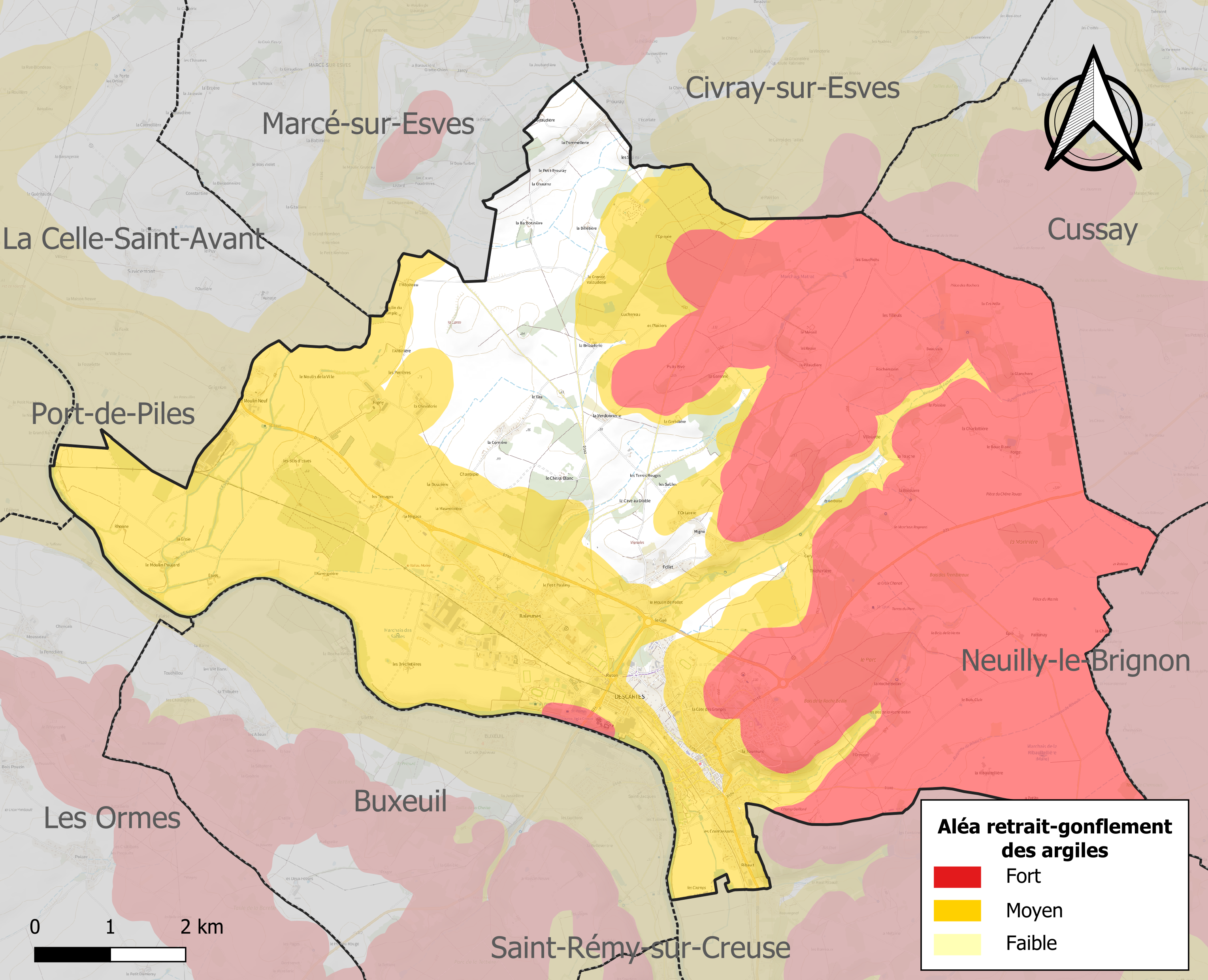
Carte des zones d'aléa retrait-gonflement des sols argileux de Descartes.

Le retrait-gonflement des sols argileux est susceptible d'engendrer des dommages importants aux bâtiments en cas d’alternance de périodes de sécheresse et de pluie. 83,7 % de la superficie communale est en aléa moyen ou fort (90,2 % au niveau départemental et 48,5 % au niveau national). Sur les 1 878 bâtiments dénombrés sur la commune en 2019, 1595 sont en aléa moyen ou fort, soit 85 %, à comparer aux 91 % au niveau départemental et 54 % au niveau national. Une cartographie de l'exposition du territoire national au retrait gonflement des sols argileux est disponible sur le site du BRGM,.
Concernant les mouvements de terrains, la commune a été reconnue en état de catastrophe naturelle au titre des dommages causés par la sécheresse en 1989, 1990, 1995, 1996, 2003, 2011 et 2019 et par des mouvements de terrain en 1999.

#### Risques technologiques
La commune est en outre située en aval du Barrage d'Éguzon, de classe A et faisant l'objet d'un PPI, mis en eau en 1926, d’une hauteur de 58 mètres et retenant un volume de 57,3 millions de mètres cubes. À ce titre elle est susceptible d’être touchée par l’onde de submersion consécutive à la rupture de cet ouvrage.

## Toponymie
Le village, attesté sous la forme latinisée Haiam vers 1155 (désignant un bois ou un champ entouré d'une haie), La Haye puis La Haye en Touraine.
Rebaptisée La Haye-Descartes au cours de la Révolution française, nom révolutionnaire qu'elle conserve jusqu'au milieu du XXe siècle.
La commune étroite et la commune voisine Balesmes qui l'entourait s'associent en 1966. La nouvelle commune ainsi formée prend, à partir de 1967, le nom de Descartes, en hommage au philosophe René Descartes, né dans le village le 31 mars 1596.
Elle est surnommée localement « la ville aux Trois René » (René Descartes, René de Buxeuil, René Boylesve).

## Histoire

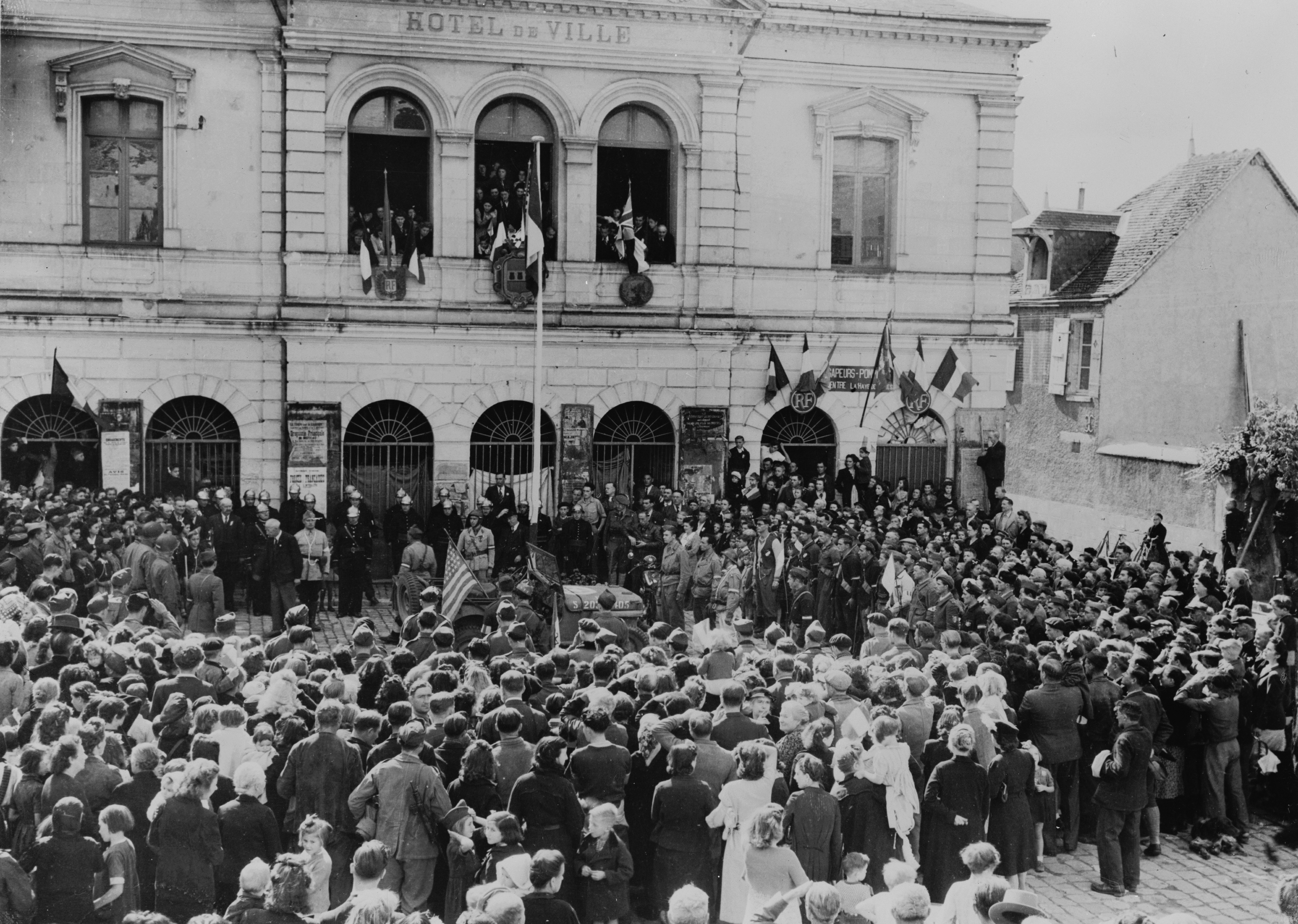
Libération de Descartes (alors La Haye-Descartes) en 1944.

Occupé depuis l'époque paléolithique, le territoire de la commune livre régulièrement des silex taillés provenant de la commune voisine du Grand-Pressigny.
À la fin du premier millénaire, un château y est construit, dont il ne reste que les soubassements (dans l'actuel jardin public. On ignore s'il s'agissait effectivement d'un château en pierres ou d'une simple motte castrale.
Selon l'érudit Jean-Louis Chalmel,,, sous réserve de confirmation, les premiers sires de La Haye seraient issus d'Adalaud/Adalard et de son fils Garnier de Loches (lui-même père de Roscille, la femme de Foulques le Roux d'Anjou, au Xe siècle). On trouverait ensuite Sanson (fl. vers l'an mil), mari d'Hameline et père de Renaud (Ier), Ascelin et Hervé ; André, fl. vers 1105, serait le fils de Renaud. Apparaît ensuite Cassinotte, aussi vicomtesse de Tours, qui épouse Gosselin/Josselin (ou plutôt Hugues ?) de Ste-Maure, puis Jean de Montbazon, fl. 1126 : d'où leur fils Hugues, père de Renaud (II) de Montbazon-La Haye et de Barthélemy. Selon cette construction, les sires de La Haye seraient désormais une branche des Montbazon, mais cela reste à étayer...
Renaud (II) épouse Hersende de Colombier(s), fl. 1159, d'où Hamelin, père de Geoffroi Ier qui soutient les fils d'Henri II Plantagenêt révoltés contre leur père. Après Geoffroy, on trouve Hugues, sans doute son fils, puis le probable rejeton de ce dernier, Philippe/Philibert (de Montbazon) (est-ce un parent de Pierre (II) Savary qui continue les sires de Montbazon et de Co(u)lombiers/Villandry vers 1206-1238, et qui avait pour père ou grand-père un Philippe/Philibert de Montbazon et Colombiers ?) dont la femme Isabelle de Passavant est veuve en 1255. Leurs enfants sont Geoffroy archevêque de Tours en 1314-1323 et son frère Barthélemy Ier de La Haye, époux d'Elise/Helvise de Lusignan, fille de Guillaume de Lusignan de Vouvant : père de Guillaume, lui-même père de Geoffroi II de La Haye marié à Marie fille d'Hardouin V de Maillé, fl. 1370 : leur fille héritière Isabelle de La Haye-Passavant épouse Pierre de Marmande et St-Michel-sur-Loire.
La seigneurie est alors continuée par la fille de ces derniers, Marguerite de Marmande, dame de La Haye, Passavant, Azay, Marmande (cf. à Vellèches et Marigny), St-Michel-sur-Loire, Cravant-les-Côteaux, La Roche-Clermault, Chezelles-Savary, Faye-la-Vineuse..., femme de Jean III comte de Sancerre, † 1402/1403 : leur fille héritière Marguerite comtesse de Sancerre, † 1418, transmet ces fiefs à son époux Béraud II dauphin d'Auvergne, † 1399. Leur illustre postérité — les Orléans-Longueville, les Bueil, les Chaumont d'Amboise — n'aura pas La Haye, passée avec Azay-le-Rideau au quatrième et dernier mari de la comtesse Marguerite : Jacques de Montbron-Maulévrier, maréchal de France, † 1422.
Durant, la guerre de Cent Ans, le 13 septembre 1356, lors de la chevauchée du Prince noir, les Anglais passent la nuit à La Haye.
Jacques de Montbron cède La Haye à Jean de Torsay sire de Lezay et de La Mothe-Saint-Héray, chambellan du roi (Charles VI) et maître des Arbalétriers, dont la fille Jeanne de Torsay épouse 1° André de Beaumont-Bressuire, 2° Jean Ier de Rochechouart-Mortemart, 3° Philippe de Melun de La Borde, frère aîné du Grand-maître Charles (postérité des trois unions). Son fils Jacques de Beaumont, † 1492, chambellan de Louis XI, mari de Jeanne fille de Jean Ier de Rochechouart-Mortemart et de sa première femme Jeanne Turpin de Crissé, transmet La Haye, Lezay, La Mothe-St-Héray et Bressuire à sa fille Philippe (prénom alors épicène), † 1525, mariée à Pierre de Laval-Montmorency, † 1528, seigneur de Loué et Montsabert.
La Haye est alors vendue à Guillaume de Morenne puis à Louis de Rohan prince de Guéméné (Louis IV, Louis V ou Louis VI ? ; des descendants des anciens Montbazon) : Les Rohan-Guéméné l'intègrent, avec Ste-Maure et Nouâtre, à leur duché de Montbazon érigé en 1588/1594.
Pendant la Seconde Guerre mondiale, la ligne de démarcation passe à la Haye Descartes.
Déjà dynamitée en juin 1940 par le Génie afin de retarder l'avancée de l'armée allemande, l’arche centrale du pont sur la Creuse s’effondre à nouveau en août 1944, sabotée par les FFI.

## Politique et administration

### Tendances politiques et résultats
| Scrutin             | Scrutin             | 1er tour | 1er tour | 1er tour | 1er tour | 1er tour | 1er tour | 1er tour | 1er tour | 1er tour | 1er tour | 1er tour  | 1er tour | 2d tour | 2d tour | 2d tour | 2d tour | 2d tour | 2d tour |
| Scrutin             | Scrutin             | 1er      | 1er      | %        | 2e       | 2e       | %        | 3e       | 3e       | %        | 4e       | 4e        | %        | 1er     | 1er     | %       | 2e      | 2e      | %       |
| ------------------- | ------------------- | -------- | -------- | -------- | -------- | -------- | -------- | -------- | -------- | -------- | -------- | --------- | -------- | ------- | ------- | ------- | ------- | ------- | ------- |
| Présidentielle 2017 | Présidentielle 2017 |          | RN       | 26,29    |          | EM       | 20,73    |          | LR       | 20,09    |          | LFI       | 17,27    |         | EM      | 59,22   |         | RN      | 40,78   |
| Présidentielle 2022 | Présidentielle 2022 |          | EM       | 31,24    |          | RN       | 29,70    |          | LFI      | 15,34    |          | LR        | 5,27     |         | EM      | 51,37   |         | RN      | 48,63   |
| Législatives 2022   | 3e                  |          | RN       | 25,37    |          | HOR-Ens  | 24,25    |          | UDI      | 23,35    |          | LFI-Nupes | 18,11    |         | HOR     | 57,18   |         | LFI     | 42,82   |
| Législatives 2024   | 3e                  |          | LR-RN    | 39,45    |          | HOR-Ens  | 31,20    |          | LFI-NFP  | 17,93    |          | DVD       | 5,68     |         | HOR     | 52,63   |         | LR-RN   | 47,37   |

### Politique environnementale
Dans son palmarès 2016, le Conseil National des Villes et Villages Fleuris de France a attribué trois fleurs à la commune au Concours des villes et villages fleuris.

## Population et société

### Démographie

#### Évolution démographique
L'évolution du nombre d'habitants est connue à travers les recensements de la population effectués dans la commune depuis 1793. Pour les communes de moins de 10 000 habitants, une enquête de recensement portant sur toute la population est réalisée tous les cinq ans, les populations de référence des années intermédiaires étant quant à elles estimées par interpolation ou extrapolation. Pour la commune, le premier recensement exhaustif entrant dans le cadre du nouveau dispositif a été réalisé en 2004.

En 2022, la commune comptait 3 289 habitants, en évolution de −7,87 % par rapport à 2016 (Indre-et-Loire : +1,67 %, France hors Mayotte : +2,11 %).
| 1793 | 1800 | 1806 | 1821  | 1831  | 1836  | 1841  | 1846  | 1851  |
| ---- | ---- | ---- | ----- | ----- | ----- | ----- | ----- | ----- |
| 997  | 850  | 943  | 1 123 | 1 293 | 1 393 | 1 459 | 1 592 | 1 633 |

| 1856  | 1861  | 1866  | 1872  | 1876  | 1881  | 1886  | 1891  | 1896  |
| ----- | ----- | ----- | ----- | ----- | ----- | ----- | ----- | ----- |
| 1 532 | 1 620 | 1 609 | 1 722 | 1 735 | 1 608 | 1 694 | 1 806 | 1 786 |

| 1901  | 1906  | 1911  | 1921  | 1926  | 1931  | 1936  | 1946  | 1954  |
| ----- | ----- | ----- | ----- | ----- | ----- | ----- | ----- | ----- |
| 1 622 | 1 638 | 1 697 | 1 702 | 1 670 | 1 570 | 1 537 | 1 477 | 1 466 |

| 1962  | 1968  | 1975  | 1982  | 1990  | 1999  | 2004  | 2006  | 2009  |
| ----- | ----- | ----- | ----- | ----- | ----- | ----- | ----- | ----- |
| 1 679 | 4 267 | 4 446 | 4 357 | 4 120 | 4 019 | 3 908 | 3 855 | 3 817 |

| 2014  | 2019  | 2022  | - | - | - | - | - | - |
| ----- | ----- | ----- | - | - | - | - | - | - |
| 3 623 | 3 366 | 3 289 | - | - | - | - | - | - |

#### Pyramide des âges
La population de la commune est relativement âgée.
En 2018, le taux de personnes d'un âge inférieur à 30 ans s'élève à 23,0 %, soit en dessous de la moyenne départementale (34,9 %). À l'inverse, le taux de personnes d'âge supérieur à 60 ans est de 44,1 % la même année, alors qu'il est de 27,8 % au niveau départemental.
En 2018, la commune comptait 1 627 hommes pour 1 800 femmes, soit un taux de 52,52 % de femmes, légèrement supérieur au taux départemental (51,91 %).
Les pyramides des âges de la commune et du département s'établissent comme suit.
| Hommes | Classe d’âge | Femmes |
| ------ | ------------ | ------ |
| 1,2    | 90 ou +      | 2,4    |
| 15,7   | 75-89 ans    | 19,7   |
| 23,3   | 60-74 ans    | 25,5   |
| 21,5   | 45-59 ans    | 20,0   |
| 13,0   | 30-44 ans    | 11,4   |
| 11,1   | 15-29 ans    | 9,4    |
| 14,2   | 0-14 ans     | 11,6   |

| Hommes | Classe d’âge | Femmes |
| ------ | ------------ | ------ |
| 0,9    | 90 ou +      | 2,2    |
| 7,9    | 75-89 ans    | 10,2   |
| 17,3   | 60-74 ans    | 18,1   |
| 19,8   | 45-59 ans    | 19,1   |
| 17,9   | 30-44 ans    | 17,2   |
| 18,5   | 15-29 ans    | 17,5   |
| 17,6   | 0-14 ans     | 15,6   |

### Enseignement
Descartes se situe dans l'Académie d'Orléans-Tours (Zone B) et dans la circonscription de Loches.
La commune compte plusieurs établissements scolaires :
- L'école maternelle Côte des Granges
- L'école élémentaire Côte des Granges
- L'école primaire Balesmes
- L'école primaire privée Louis Lefé
- Le collège Roger Jahan

## Transports
- Réseau de mobilité interurbaine (Rémi) avec les lignes H1 et TC. Un service de transport à la demande est également disponible, entre les communes d'Abilly, La Celle-Guenand, Descartes, Saint-Flovier, Grand Pressigny, Preuilly-sur-Claise et Loches.
- Ligne de bus PHIL'O'BUS (Transports Urbains - Bus)[46]

Service de transport urbain entre « Maison médicale > Mendès France », qui circule toute la journée du mardi au vendredi et le samedi matin.

## Économie

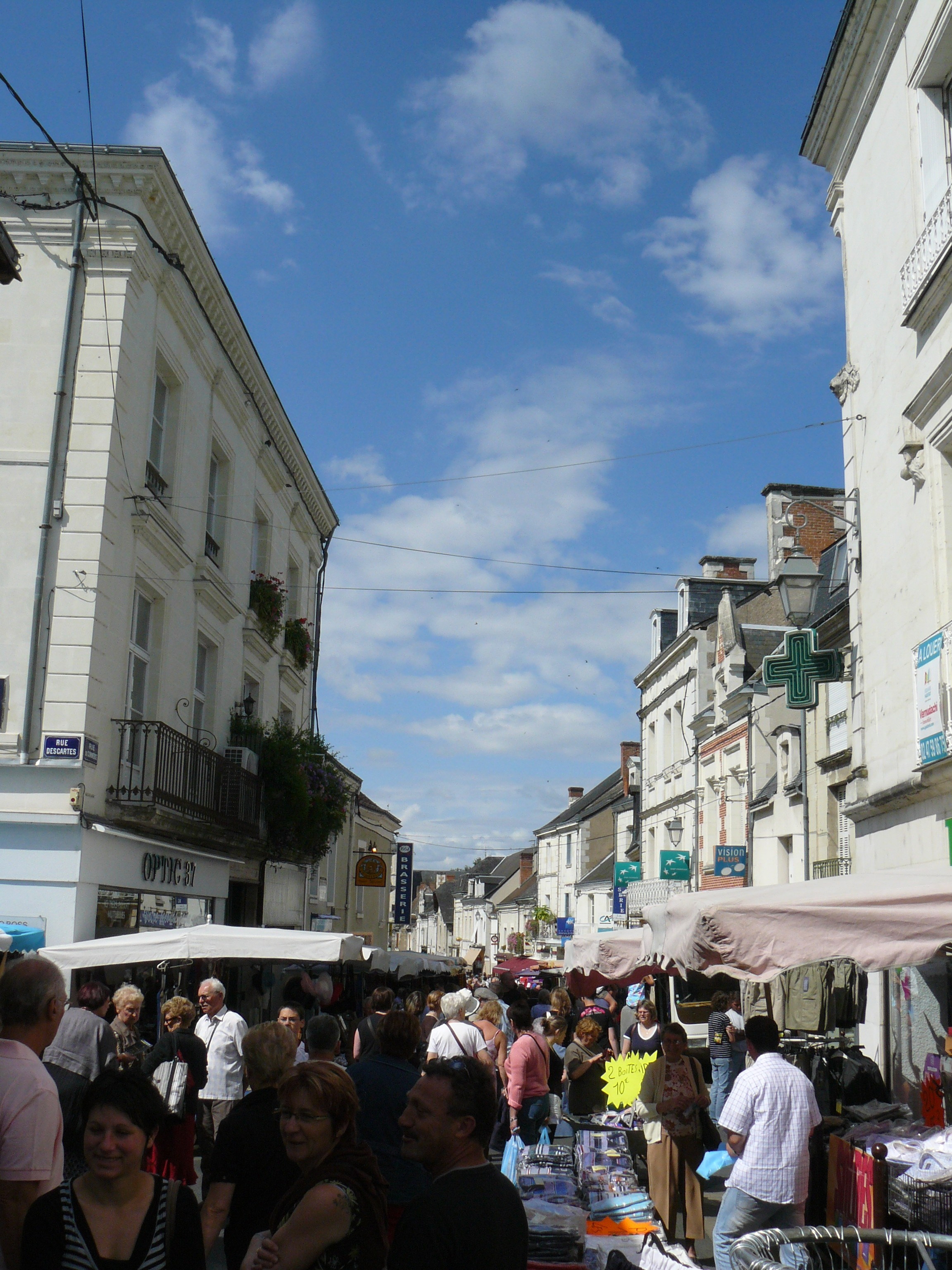
Jour de marché.

## Culture locale et patrimoine

### Lieux et monuments

#### Musées
Deux musées se situent au sein de la ville, le Musée Descartes, situé dans la maison natale du philosophe et mathématicien éponyme, et la Maison du Patrimoine.

#### Vestiges préhistoriques et antiques
La ville abrite le Dolmen du Chillou-du-Feuillet, classé monument historique. La table est basculée mais repose encore sur ses supports; les pierres sont de couleur rouge.

#### Architecture civile
Outre sa maison natale du XVIe siècle inscrite aux monuments historiques, René Descartes est honoré par une statue érigée en 1849, par Émilien de Nieuwerkerke et coulée à la fonderie d'Abilly. Descartes abrite d'autres édifices remarquables tels que la maison de Boylesve, du XVIe siècle ou l'ancien presbytère datant du XVe siècle. La célèbre papeterie de La Haye-Descartes se trouve également dans la commune.

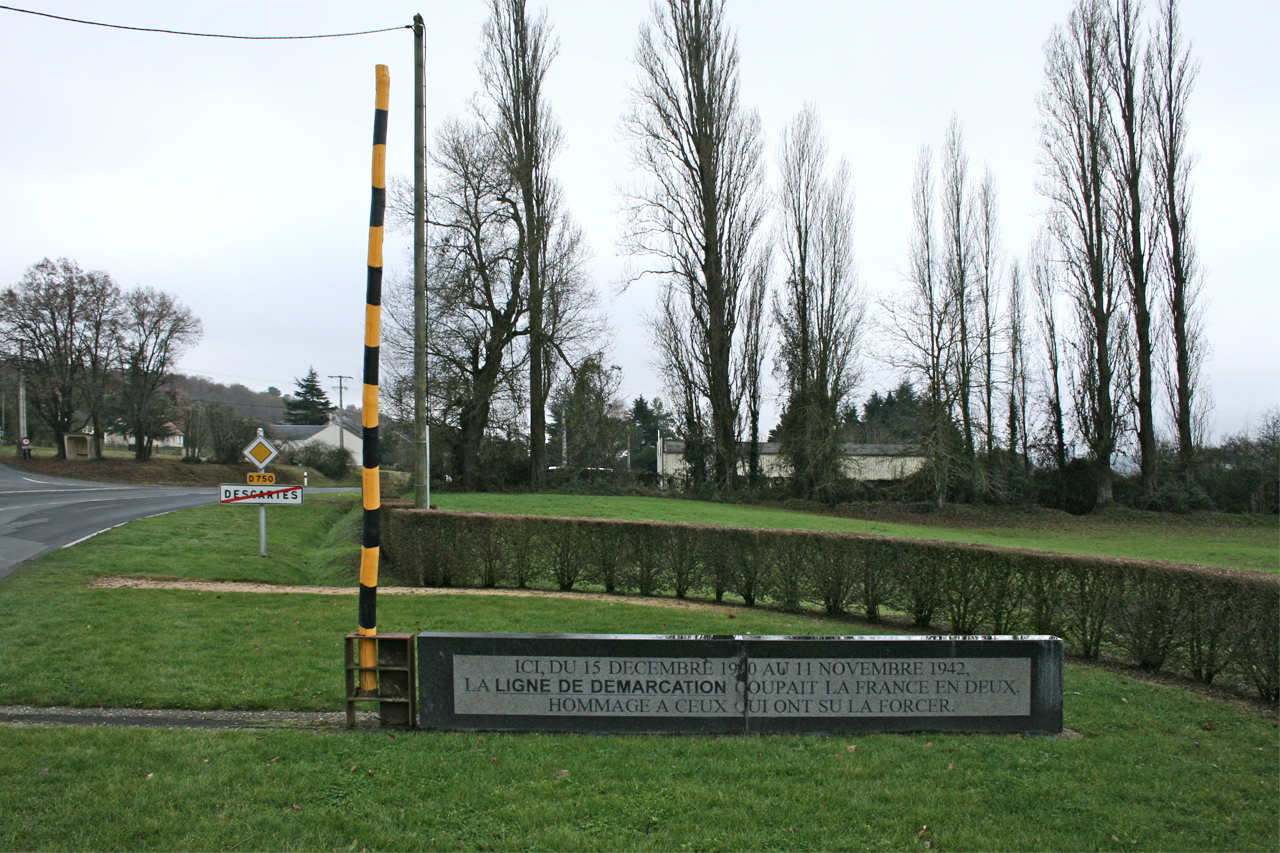
Monument commémoratif de la Ligne de démarcation

Lors de la Seconde Guerre mondiale, la commune qui s'appelait encore La Haye-Descartes était traversée par la ligne de démarcation entre les zones occupée et non occupée. Une barrière commémorative y est installée en mémoire de ces événements.

#### Architecture religieuse
La commune abrite de nombreux bâtiments religieux, l'église Saint-Georges, datant du XIIe siècle, remaniée au XVe siècle et inscrite aux monuments historiques, mais également l'ancienne église Notre-Dame, classée monument historique ou encore l'église Saint-Pierre de Balesmes, monument historique des XIIe et XVIIIe siècles, et enfin l'ancienne chapelle Saint-Marc.

#### Spectacle de plein air
Depuis 2005, le duo d'humoristes Les Bodin's, jouent chaque année leur spectacle Les Bodin’s Grandeur nature à guichets fermés devant 20 000 personnes.

### Descartes dans la littérature
René Boylesve, natif de Descartes, a fréquemment reproduit sa ville natale dans ses œuvres, sous des noms d'emprunt. C'est Néans dans Le Médecin des dames de Néans ou Beaumont dans La Becquée puis l'Enfant à la balustrade.

### Personnalités liées à la commune

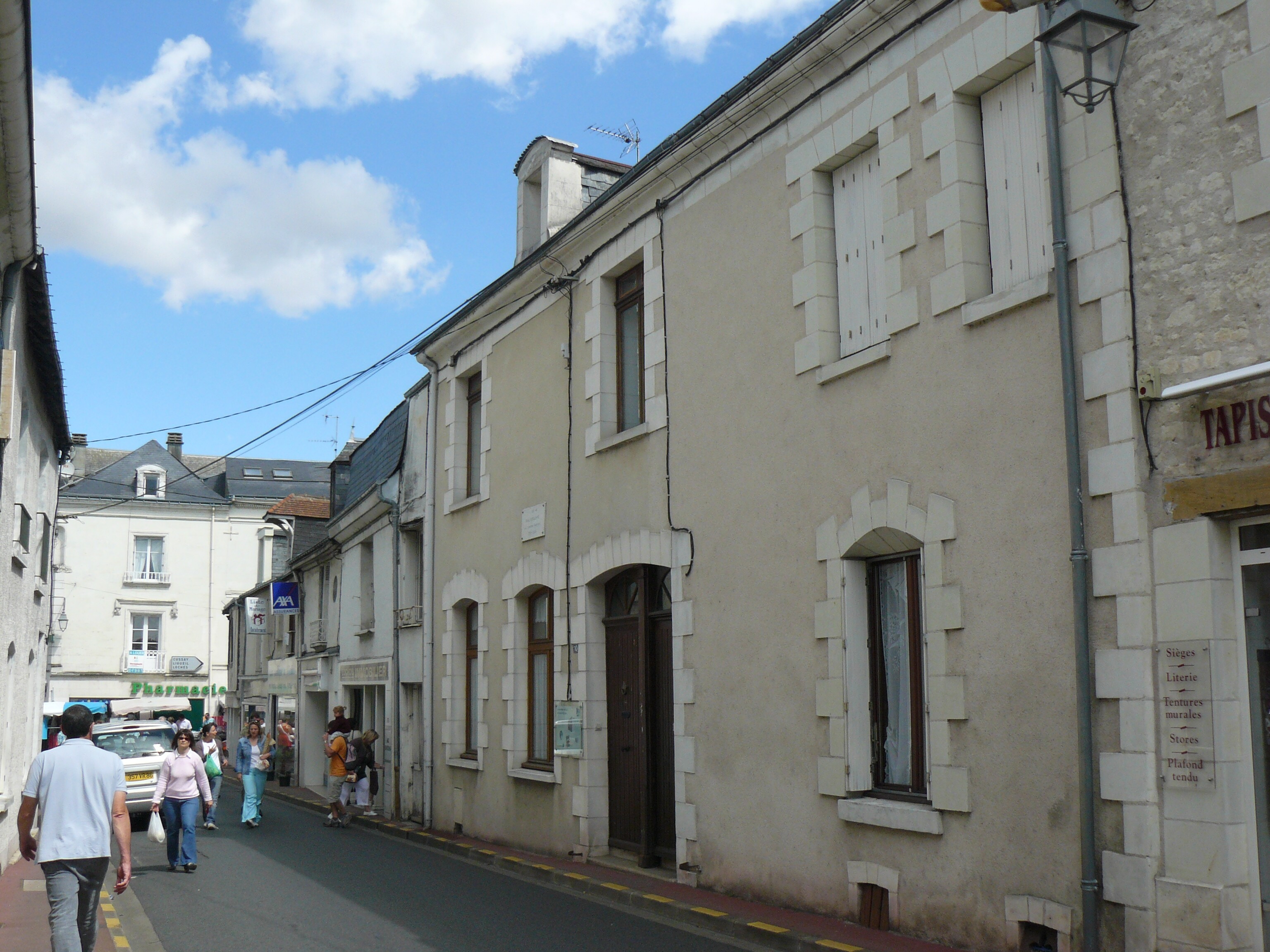
Maison natale de René Boylesve.

- René Descartes (1596-1650), philosophe, mathématicien et physicien.
- Pierre-Ernest Ballue (1855-1928), artiste peintre né et décédé dans la commune. La ville a donné son nom à la rue principale où il est né.
- René Boylesve (1867-1926), écrivain ; en son hommage, son nom a été donné à la rue où se situe sa maison natale.
- René de Buxeuil (1881-1959), compositeur devenu aveugle enfant à la suite d'un accident.
- Gustave Trouvé (1839-1902), ingénieur, inventeur. On lui doit de nombreuses inventions liées à l'électricité.
- André Goupille (1897-1983) Docteur-Vétérinaire, résistant, avec sa famille, fait passer la ligne de démarcation aux évadés, aviateurs, juifs, réfractaires, etc. Toute la famille fut déportée en camp de concentration et tous sont revenus.
- Jeanne Goupille (1896-1986), Juste parmi les Nations, résistante, elle a recueilli Sacha Danemans après la déportation de ses parents à Auschwitz.
- Mennesson (-1940), militaire, dragon, sous-lieutenant, tué dans l'action aux commandes de son char le 22/06/1940 dans la défense de la commune.
- Sébastien Canévet (1959-), docteur en droit, maître de conférences, vidéaste web, juriste[50].

### Héraldique
| Blason de Descartes | Les armes de Descartes se blasonnent ainsi : D'or à la fasce de sinople chargée de trois tours d'argent, maçonnées de sable. |

## Jumelages
- Cheddar, Royaume-Uni
- Aurora do Tocantins, Brésil
- La Albuera, Espagne
- Pueblonuevo del Guadiana, Espagne